# Constantijn à Renesse
Constantijn à Renesse ou Constantijn van Renesse ou Constantijn Daniel van Renesse (Maarssen, 1626 - Eindhoven, 1680) est un graveur, peintre et dessinateur néerlandais, élève de Rembrandt.

## Biographie
Constantijn à Renesse est né le 10 ou le 17 septembre 1626 à Maarssen. Fils de Lodewijk van Renesse, un aumônier militaire du prince Frédéric-Henri d'Orange-Nassau. Constantijn et sa famille s'installent à Breda.

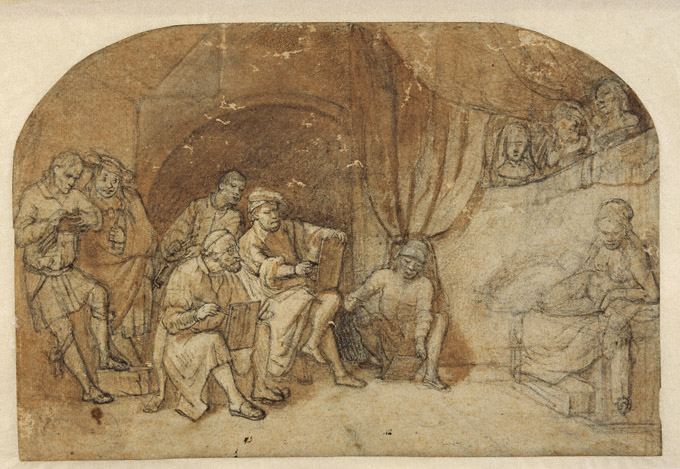
Rembrandt et ses élèves dessinant d'après un modèle nu (ca. 1650).

Il part étudier la littérature, les langues, puis les mathématiques à l'université de Leyde. Il est l'élève de Rembrandt en 1649 et 1652-1653,, amateur et seulement ponctuellement.
Il déménage à Eindhoven en 1653 où il est secrétaire municipal de la ville. Dans les années 1650-1660, il poursuit en dilettante son activité de dessinateur, mais aussi de peintre et de graveur, avec des portraits, des sujets religieux et des scènes de genre.
Il demeure à Eindhoven jusqu'à sa mort le 12 septembre 1680 à Eindhoven.

## Œuvre

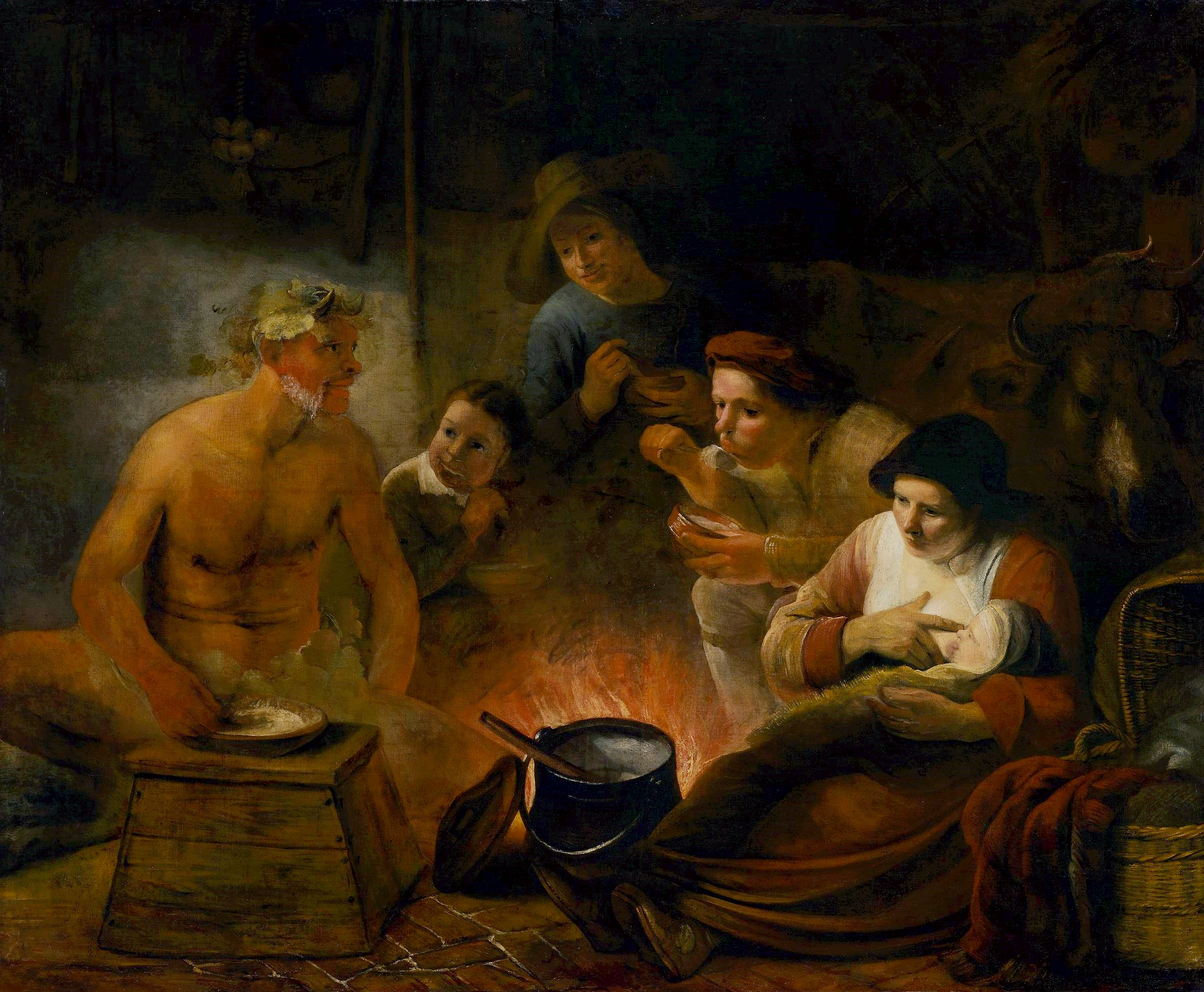
Satyre dans une maison de paysans (1653, musée national de Varsovie).

On connaît de lui des estampes et des dessins religieux, et des documents indiquent qu'il a travaillé avec Rembrandt sur des peintures de sujets religieux. Le RKD indique qu'il a travaillé sur des scènes de genre (en particulier des scènes paysannes), des portraits et des paysages.
Il signe ses œuvres « CARenesse inventor et fecit », « CA Renesse » ; Constantijn avait fait remplacer la particule néerlandaise « van » par la française « à », puis signe ce « à » en majuscule, ce qui a amené certains observateur à lui prêter le deuxième prénom d'« Adriaan of Abraham ».
Le tableau Descente de croix, généralement attribuée à Rembrandt, pourrait avoir été exécuté par Constantijn à Renesse d'après une composition du maître, dont il a été l'élève de 1649 à 1652.

## Dessins
Beaux-Arts de Paris :
- David refusant les armes de Saül[8], plume, encre brune et lavis brun, H. 177 ; L. 212 mm. Cette esquisse est une variante d'une composition de Rembrandt réalisée dans les années 1650, connue grâce aux quelques copies qui en ont été faites[9].
- Moïse sauvé des eaux[10], plume, encre brune, lavis gris et de sanguine, H. 204 ; L. 172 mm. Ce dessin pourrait avoir été réalisé à la fin des années 1640 ou au début des années 1650. Il présente des similitudes techniques avec le Paysage avec un chasseur (vers 1652, British Museum, Londres) et l'Ermite lisant (vers 1649-1650, Kupferstich-Kabinett, Dresde), tous deux de Van Renesse[11].